# ECMAScript
ECMAScript — встраиваемый расширяемый не имеющий средств ввода-вывода язык программирования, используемый в качестве основы для построения других скриптовых языков.
ECMAScript стандартизирован международной организацией ECMA в спецификации ECMA-262. Расширения языка: JavaScript, JScript и ActionScript.

## История
Язык возник на основе нескольких технологий, самыми известными из которых являются языки JavaScript и JScript. Разработка первой редакции спецификации началась в ноябре 1996 года. Принятие спецификации состоялось в июне 1997 года. Будучи отправленной в ISO/IEC JTC 1 для принятия по процедуре Fast-Tracking, она послужила основой международного стандарта ISO/IEC 16262. В июне 1998 года общим собранием ECMA была принята вторая редакция ECMA-262, соответствующая ISO/IEC 16262. Третья редакция спецификации отличалась от предыдущей введением поддержки регулярных выражений, улучшением поддержки строк, введением новых управляющих конструкций, механизма исключений, форматирования при численном вводе и некоторыми другими изменениями.

## Семантика и синтаксис

### Типы данных
В ECMAScript поддерживаются семь примитивных типов данных:
- числовой (англ. Number);
- строковый (англ. String);
- логический (англ. Boolean);
- нулевой (англ. Null);
- неопределённый (англ. Undefined);
- большое целое (англ. BigInt);
- символ (англ. Symbol) [Спецификация 3].

Числовой тип данных в ECMAScript соответствует 64-битному формату чисел с плавающей запятой, определённому стандартом IEEE 754-2008 за исключением того, что различные значения Not-a-Number, определяемые в стандарте, представляются в данном языке единственным специальным значением NaN.
Нулевой и неопределённый типы данных Дэвидом Флэнаганом неформально причисляются к «тривиальным» типам, поскольку каждый из них определяет только одно значение.
Также в языке имеется «составной» тип данных:
- объектный (англ. Object).

Помимо перечисленных восьми типов данных, в ECMAScript имеется поддержка ещё ряда типов, используемых для хранения промежуточных результатов вычисляемых выражений.
Популярность языка JavaScript и нетривиальность обработки данных, относящихся к разным типам, обусловили развёртывание академических исследований в области анализа типов данных ECMAScript, ставящих своей целью создание полноценного анализатора кода, который можно было бы применять в интегрированных средах разработки.

### Инструкции
В ECMAScript имеется пятнадцать различных видов инструкций, данные о которых представлены в таблице ниже:
| Название              | Оригинальное название     | Краткие сведения | Завершающая ; |
| --------------------- | ------------------------- | --- | ------------- |
| Блок                  | англ. Block               | {[<инструкции>]} | −             |
| Объявление переменной | англ. VariableStatement   | var <список объявления переменных> | +             |
| Пустая инструкция     | англ. EmptyStatement      | ; | +             |
| Выражение             | англ. ExpressionStatement | [строка до ∉ {{, function}] инструкция | +             |
| Условие               | англ. IfStatement         | if (<инструкция>) <выражение>[ else <выражение>] | −             |
| Цикл                  | англ. IterationStatement  | do <выражение> while (<инструкция>) while (<инструкция>) <выражение> for ([<инструкция до начала>]; [<инструкция>]; [<инструкция>]) <выражение> for (<объявление переменных>; [<инструкция>]; [<инструкция>]) <выражение> for (<lvalue-выражение> in <инструкция>) <выражение> for (<объявление переменных> in <инструкция>) <выражение> | +/−           |
| Продолжение           | англ. ContinueStatement   | continue [<идентификатор>] | +             |
| Прерывание            | англ. BreakStatement      | break [<идентификатор>] | +             |
| Возврат               | англ. ReturnStatement     | return [<инструкция>] | +             |
| Сочетание             | англ. WithStatement       | with (<инструкция>) <выражение> | −             |
| Метка                 | англ. LabelledStatement   | <идентификатор>: <выражение> | −             |
| Выбор                 | англ. SwitchStatement     | switch (<инструкция>) case <инструкция>: [<выражения>][ case <инструкция>: [<выражения>] …] [default: [<выражения>]] | −             |
| Генерация исключения  | англ. ThrowStatement      | throw <инструкция> | +             |
| Блок try              | англ. TryStatement        | try <блок> catch (<идентификатор>) <блок> try <блок> finally <блок> try <блок> catch (<идентификатор>) <блок> finally <блок> | −             |
| (новое) Отладчик      | англ. Debugger            | debugger | −             |

#### Автодополнение строк точками с запятой
Несмотря на обязательность точки с запятой в случаях, отмеченных в четвёртой колонке, спецификация декларирует механизм автодополнения строк точками с запятой, приводящий к тому, что при наличии переноса строки инструкция до переноса может быть снабжена этим знаком, что является объектом критики.

##### Инструкции, меняющие смысл при использовании перевода строки внутри[Спецификация 7]
- Унарный постфиксный ++
- Унарный постфиксный --
- Продолжение
- Прерывание
- Возврат
- Генерация исключения

Пример изменения смысла инструкции
```
return

{
 

    
status
:
 
"complete"

};

```

Здесь выделенная строка содержит допустимую языком инструкцию и, поскольку далее следует перевод строки, срабатывает механизм автодополнения строк точками с запятой. Вместо того, чтобы функция, содержащая приведённый код, в качестве своего значения вернула объект со свойством status, она вернёт undefined.
Несмотря на то, что литеральная форма записи объекта блоком кода не является, единообразие в расстановке скобок может приводить к ошибкам. Снизить вероятность их появления способна выработка или принятие подходящего стандарта оформления кода. Играет роль выбор стиля отступов. В частности, стили Олмана и Уайтсмита, а также стиль Хорстмана и стиль GNU для кода JavaScript не рекомендуются к использованию большинством руководств в отличие от стилей K&R, 1TBS, BSD KNF.

##### Несрабатывание механизма автодополнения
В случае, если выражение, записанное на следующей строке, синтаксически может быть продолжением выражения на предыдущей строке, механизм автодополнения строк точками с запятой не срабатывает.
```
func
()

[
'h1'
,
 
'h2'
].
forEach
(
function
(
t
)
 
{

    
handleTag
(
t
)

})

```

В данном примере квадратные скобки на второй строке интерпретируются в качестве обращения к элементу массива, возвращаемого func(). Запятая в скобках трактуется как соответствующий оператор, возвращающий 'h2'. Таким образом, код преобразуется к следующему:
```
func
()[
'h2'
].
forEach
(
function
(
t
)
 
{

    
handleTag
(
t
);

});

```

В стандартах кодирования принято прописывать обязательность проставления точек с запятой даже в тех случаях, когда синтаксис языка позволяет их опускать.

#### Блоки и область видимости
Ещё одной особенностью ECMAScript по отношению к другим C-подобным языкам является то, что в данном языке блоки не образуют области видимости. Объявленные в блоке переменные распространяются на всю функцию, содержащую блок.
В данном участке кода имеет место повторное объявление переменной в выделенных строках:
```
function
 
foo
()
 
{

    
var
 
sum
 
=
 
0
;

    
for
 
(
var
 
i
 
=
 
0
;
 
i
 
<
 
42
;
 
i
 
+=
 
2
)
 
{

        
var
 
tmp
 
=
 
i
 
+
 
2
;

        
sum
 
+=
 
i
 
*
 
tmp
;

    
}

    
for
 
(
var
 
i
 
=
 
1
;
 
i
 
<
 
42
;
 
i
 
+=
 
2
)
 
{

        
sum
 
+=
 
i
*
i
;

    
}

    
alert
(
tmp
);

    
return
 
sum
;

}

foo
();

```

Кроме того, к переменной tmp, объявленной внутри первого из циклов (строка 4), в соответствии с синтаксисом языка вполне законно обратиться извне цикла (строка 10).
Из-за особенностей, связанных с областью видимости и блоками, в целях поддержания качества исходного кода рекомендуется объявлять переменные в начале функций.

#### Объявление переменных
Переменные определяются с помощью ключевых слов var, let, const. При объявлении переменная помещается в область видимости, соответствующую в случае var функции, а в случае let, const блоку кода. Если переменная объявляется вне функций, она помещается в глобальную область видимости. Создание переменной происходит при получении управления функцией с её объявлением. Или программой, если переменная глобальна. При создании переменной в ECMAScript она приобретает значение undefined. Если переменная объявлена с инициализацией, инициализация происходит не в момент создания переменной, а при выполнении строки с инструкцией var.
При раскомментировании выделенной строки на экран будет выводиться не number, а undefined:
```
var
 
a
 
=
 
42
;

function
 
foo
()
 
{

    
alert
(
typeof
 
a
);

    
// var a = 10;

}

foo
();

```

При создании переменной она приобретает внутреннее свойство {DontDelete} и её невозможно удалить с помощью оператора delete. Исключение составляют переменные, объявленные в контексте eval.
Многие источники декларируют возможность неявного объявления переменных в ECMAScript при осуществлении присваивания корректному идентификатору, не являющемуся формальным аргументом функции, без предварительного объявления с помощью var. Однако в терминологии спецификации языка в этом случае создаётся свойство глобального объекта, а не переменная.
Фиксация в стандарте оформления кода необходимости обязательного объявления переменных до их использования (либо фиксация необходимости использовать пространства имён для всех глобальных объектов) позволяет избегать трудноуловимых ошибок, предотвращая опасность взаимодействия одинаково названных переменных в разных участках кода.

### Ключевые и зарезервированные слова
Следующие слова являются ключевыми в языке и не могут быть использованы как идентификаторы:
```
 break    do       instanceof typeof
 case     else     new        var
 catch    finally  return     void
 continue for      switch     while
 debugger function this       with
 default  if       throw
 delete   in       try
```

По сравнению с третьей редакцией спецификации в пятой добавилось ключевое слово debugger с соответствующей инструкцией.
Следующие слова используются как ключевые слова в предложенных расширениях и поэтому являются зарезервированными для возможности адаптировать эти расширения:
```
 class enum   extends super
 const export import
```

При использовании строгого режима следующие слова рассматриваются как зарезервированные для использования в будущем:
```
 implements let     private   public yield
 interface  package protected static
```

Таким образом, по сравнению с третьей редакцией спецификации языка количество зарезервированных для использования в будущем слов существенно снизилось. Ранее их было 31, и наличие большого количества ключевых и зарезервированных слов, большинство из которых не используется в языке, подвергалось критике.

### Операторы
В ECMAScript имеются как операторы, использующие в качестве названий ключевые слова, так и операторы, использующие в качестве названий знаки препинания.

#### Классификация операторов
По убыванию приоритета операторы ECMAScript можно разбить в следующие группы:
- . (доступ к свойству),[] (доступ к свойству),() (вызов функции), new (создание нового объекта);
- ++ (инкремент), -- (декремент), - (унарный минус), + (унарный плюс), ^ (поразрядное дополнение), ! (логическое дополнение), delete (удаление свойства), typeof (определение примитивного типа данных), void (возврат неопределённого значения);
- * (умножение), / (деление), % (остаток от деления);
- + (сложение), - (вычитание), + (конкатенация строк);
- << (сдвиг влево), >> (сдвиг вправо с расширением знакового разряда), >>> (сдвиг вправо с дополнением нулями);
- < (меньше), <= (меньше или равно), > (больше), >= (больше или равно), instanceof (проверка типа объекта), in (проверка наличия свойства);
- == (проверка на равенство), != (проверка на неравенство), === (проверка на идентичность), !== (проверка на неидентичность);
- & (поразрядная конъюнкция);
- ^ (поразрядное сложение по модулю 2);
- | (поразрядная дизъюнкция);
- && (конъюнкция);
- || (дизъюнкция);
- ?: (тернарная условная операция);
- = (присваивание), *=, /=, +=, -=, <<=, >>=, >>>=, &=, ^=, |= (присваивание с операцией);
- , (множественное вычисление)[21].

Операторы ++, --, -, +, ~, !, delete, typeof, void, ?:, =, *=, /=, +=, -=, <<=, >=, >>>=, &=, ^=, |= правоассоциативны (то есть для них a op b op c эквивалентно a op (b op c)). Остальные операторы ECMAScript левоассоциативны.
По арности операторы ECMAScript делятся на следующие группы:
- унарные (delete, void, typeof, ++, --, - (унарный минус), + (унарный плюс), ^, !, new)[Спецификация 15];
- бинарные (., [], (), *, /, %, + (сложение), - (вычитание), + (конкатенация строк), <<, >>, >>>, <, <=, >, >=, instanceof, in, ==, !=, ===, !==, &, ^, |, &&, ||, =, *=, /=, +=, -=, <<=, >=, >>>=, &=, ^=, |=, ,);
- тернарные (?:)[23];
- операторы, не имеющие фиксированного количества операндов (())[24].

По положению знака операции относительно операндов операторы ECMAScript делятся на следующие группы:
- префиксные (например, new, ++ (префиксный инкремент);
- инфиксные (например, +, -);
- постфиксные (например, ++ (постфиксный инкремент), -- (постфиксный декремент).

Также операторы классифицируются по типу операндов и по характеру осуществляемого действия.

#### Особенности операторов ECMAScript
В ECMAScript нет оператора, позволяющего проверить, относится ли свойство непосредственно к объекту или является унаследованным. Такая проверка осуществляется с помощью метода hasOwnProperty(). В связи с тем, что данный метод не является оператором, он может быть переписан любым другим свойством.
Оператор + является единственным арифметическим оператором в языке, который перегружен для строковых аргументов. Если хотя бы один из операндов — строка, + действует как конкатенатор, в противном случае выполняется сложение.
В отличие от языков, где void является типом данных, в ECMAScript это оператор, возвращающий значение undefined.
Оператор == осуществляет проверку на равенство по алгоритму, состоящему из 10 шагов, подразумевающему в ряде случаев преобразование типов, что, в конечном счёте, может привести к неочевидным результатам.
Пример результатов работы == (во всех перечисленных случаях значением оператора === с теми же аргументами будет false):
```
alert
(
"NaN"
 
==
 
NaN
);
       
// false

alert
(
NaN
 
==
 
NaN
);
         
// false

alert
(
true
 
==
 
1
);
          
// true

alert
(
true
 
==
 
42
);
         
// false

alert
(
null
 
==
 
0
);
          
// false

alert
(
0
 
==
 
""
);
            
// true

alert
(
""
 
==
 
0
);
            
// true

alert
(
"false"
 
==
 
false
);
   
// false

alert
(
false
 
==
 
0
);
         
// true

alert
(
undefined
 
==
 
false
);
 
// false

alert
(
null
 
==
 
false
);
      
// false

alert
(
undefined
 
==
 
null
);
  
// true

alert
(
" \t\r\n "
 
==
 
0
);
    
// true

```

### Функции
Функции в ECMAScript являются объектами. Конструктор, с помощью которого они создаются — Function(). Функции, как и любые другие объекты, могут храниться в переменных, объектах и массивах, могут передаваться как аргументы в другие функции и могут возвращаться функциями. Функции, как и любые другие объекты, могут иметь свойства. Существенной специфической чертой функций является то, что они могут быть вызваны.

#### Задание функций
В ECMAScript имеется два типа функций:
- внутренние функции (например, parseInt),
- функции, определённые в тексте программы.

Внутренние функции представляют собой встроенные объекты (см. ниже), не обязательно реализованные на ECMAScript.
В тексте программы именованную функцию в ECMAScript можно определить одним из следующих способов:
```
// объявление функции

function
 
sum
(
arg1
,
 
arg2
)
 
{

    
return
 
arg1
 
+
 
arg2
;

}

// задание функции с помощью инструкции

var
 
sum2
 
=
 
function
(
arg1
,
 
arg2
)
 
{

    
return
 
arg1
 
+
 
arg2
;

};

// задание функции с использованием объектной формы записи

var
 
sum3
 
=
 
new
 
Function
(
"arg1"
,
 
"arg2"
,
 
"return arg1 + arg2;"
);

```

Последний способ наименее предпочтителен, поскольку де-факто сводится к заданию функции с помощью выражения, но при этом порождает двойную интерпретацию кода (дополнительная интерпретация возникает при передаче кода в конструктор), что может негативно отразиться на производительности.
Первые два способа дают похожий, но не идентичный эффект. Усугубляет ситуацию то, что инструкция, использующаяся при задании функции, может выглядеть очень похоже на объявление функции: во-первых, за ключевым словом function может следовать идентификатор, во-вторых, точка с запятой может быть опущена в силу механизма автодополнения строк точками с запятой.
Пример:
```
// объявление функции

function
 
sum
(
arg1
,
 
arg2
)
 
{

    
return
 
arg1
 
+
 
arg2
;

}

// задание функции с помощью выражения

var
 
sum2
 
=
 
function
 
sum
(
arg1
,
 
arg2
)
 
{

    
return
 
arg1
 
+
 
arg2
;

}

function
 
bar
(){};
  
// использование объявления функции

(
function
 
bar
(){})
 
// использование соответствующей инструкции

```

Наиболее существенной разницей между заданием функции с использованием объявления и заданием функции с помощью выражения является то, что в первом случае создание переменной и присваивание ей в качестве значения функции осуществляются до выполнения кода при входе в контекст исполнения. Во втором случае переменная получает значение инициализатора при выполнении оператора присваивания. При создании же переменной, осуществляемом при входе в контекст исполнения, она инициализируется значением undefined (подробнее см. в разделе Объявление переменных).
Пример, иллюстрирующий разницу в порядке выполнения кода:
```
alert
(
sum
(
3
,
 
4
));
 
// 7: переменная sum к моменту выполнения этой строки уже создана и в качестве значения ей присвоена функция

function
 
sum
(
arg1
,
 
arg2
)
 
{

    
return
 
arg1
 
+
 
arg2
;

}

alert
(
sum2
(
3
,
 
4
));
 
// ошибка: переменная sum2 к моменту выполнения этой строки уже создана, но в качестве значения ей присвоено undefined

var
 
sum2
 
=
 
function
(
arg1
,
 
arg2
)
 
{

    
return
 
arg1
 
+
 
arg2
;

};

```

Объявлением функций не следует пользоваться внутри условных конструкций, хотя в Gecko-браузерах это обработается интуитивным образом за счёт реализованного механизма функций как инструкций.

#### Присваивания функций
Поскольку функции в ECMAScript являются объектами, то есть относятся к ссылочному типу данных, идентификаторы функций являются переменными, хранящими ссылку на функцию. Проиллюстрировать это можно следующим кодом:
```
var
 
sum
 
=
 
function
(
arg1
,
 
arg2
)
 
{

    
return
 
arg1
 
+
 
arg2
;

};

alert
(
sum
(
3
,
 
4
));
    
// 7

var
 
sum2
 
=
 
sum
;

alert
(
sum2
(
4
,
 
2
));
   
// 6

sum
 
=
 
null
;

alert
(
sum2
(
42
,
 
42
));
 
// 84

```

В выделенной строке следует обратить внимание на отсутствие оператора вызова функции (()) в правой части присваивания. Если бы в этой строке вместо sum было указано sum(), переменной sum2 присвоилась бы не функция, а результат её вызова. Ещё внимания заслуживает то, что после присваивания sum2 указывает не на копию функции, а на ту самую функцию, на которую указывает sum.

#### Перегрузка функций
В ECMAScript перегрузка функций не относится к свойствам языка, а её эффект обеспечивается за счёт использования других механизмов.
Пример, показывающий отсутствие перегрузки функций:
```
function
 
sum
(
arg1
,
 
arg2
)
 
{

    
return
 
arg1
 
+
 
arg2
;

}

function
 
sum
(
arg1
,
 
arg2
,
 
arg3
)
 
{

    
return
 
arg1
 
+
 
arg2
 
+
 
arg3
;

}

alert
(
sum
(
3
,
 
4
));
       
// NaN

alert
(
sum
(
3
,
 
4
,
 
5
));
    
// 12

```

Если объявлено несколько функций с одинаковыми названиями, более поздние объявления перезаписывают ранние объявления.
Тем не менее, эффект перегрузки функций достижим.
1. Проверка на undefined.
Для того, чтобы проверить, передан ли в функцию фактический аргумент, можно осуществить проверку формального аргумента на идентичность значению undefined. Например:
```
function
 
sum
(
arg1
,
 
arg2
,
 
arg3
)
 
{

    
if
 
(
arg3
 
!==
 
undefined
)
 
{

        
return
 
arg1
 
+
 
arg2
 
+
 
arg3
;

    
}
 
else
 
{

        
return
 
arg1
 
+
 
arg2
;

    
}

}

alert
(
sum
(
3
,
 
4
));
       
// 7

alert
(
sum
(
3
,
 
4
,
 
5
));
    
// 12

```

2. Проверка типа.
Кроме того, typeof, instanceof, constructor могут быть использованы для выяснения типа фактических аргументов и кастомизации поведения функции в зависимости от них.
```
function
 
sum
(
arg1
,
 
arg2
,
 
arg3
)
 
{

    
switch
 
(
typeof
 
arg3
)
 
{

        
case
 
"undefined"
:

            
return
 
arg1
 
+
 
arg2
;

        
case
 
"number"
:

            
return
 
arg1
 
+
 
arg2
 
+
 
arg3
;

        
default
:

            
return
 
arg1
 
+
 
arg2
 
+
 
" ("
 
+
 
arg3
 
+
 
")"
;

    
}

}

alert
(
sum
(
3
,
 
4
));
       
// 7

alert
(
sum
(
3
,
 
4
,
 
5
));
    
// 12

alert
(
sum
(
3
,
 
4
,
 
"!"
));
  
// "7 (!)"

```

3. Обращение к данным об аргументах.
В функциях ECMAScript можно получить доступ к данным об аргументах с помощью объекта arguments. Он, в частности, позволяет воспользоваться индексированием для доступа к конкретным переданным аргументам и свойством length, хранящем количество фактически переданных аргументов, что может быть полезно при применении парадигмы обобщённого программирования.
```
function
 
sum
()
 
{

    
var
 
res
 
=
 
0
;

    
for
 
(
var
 
i
 
=
 
0
;
 
i
 
<
 
arguments
.
length
;
 
i
++
)
 
{

        
res
 
+=
 
arguments
[
i
];

    
}

    
return
 
res
;

}

alert
(
sum
(
3
,
 
4
));
           
// 7

alert
(
sum
(
3
,
 
4
,
 
5
));
        
// 12

alert
(
sum
(
3
,
 
4
,
 
5
,
 
7
,
 
9
));
  
// 28

```

#### Рекурсия
Функции ECMAScript допускают рекурсивный вызов. При задании функции с помощью инструкции без указания идентификатора после ключевого слова function внутри функции можно обратиться к ней с помощью свойства callee объекта arguments.
Пример рекурсивного вычисления факториала:
```
var
 
factorial
 
=
 
function
(
step
,
 
res
)
 
{

    
res
 
=
 
res
 
||
 
1
;
 

    
if
 
(
step
 
<
 
2
)
 
{
 

        
return
 
res
;
 

    
}
 

    
return
 
arguments
.
callee
(
step
 
-
 
1
,
 
step
 
*
 
res
);
 

};

alert
(
factorial
(
5
));
           
// 120

```

#### Функции обратного вызова
В ECMAScript функция представляет собой объект первого класса и может быть передана в другую функцию как аргумент. Если она при этом вызывается в функции, в которую передаётся, то её называют функцией обратного вызова (или callback-функцией). Если при этом передаваемая функция не имеет имени, это анонимная функция обратного вызова (анонимная callback-функция). Основные причины использования функций обратного вызова:
- избежание именования функции при оперировании с ней (способствует снижению числа глобальных переменных)[36],
- делегирование вызова функции другой функции (способствует повышению выразительности кода)[36],
- увеличение быстродействия[36],
- упрощение оперирования с непродолжительными событиями[37].

Пример функции, возвращающей сумму от результатов выполнения переданной функции над аргументами:
```
function
 
sumOfResults
(
callback
)
 
{

    
var
 
result
 
=
 
0
;

    
for
 
(
var
 
i
 
=
 
1
;
 
i
 
<
 
arguments
.
length
;
 
i
++
)
 
{

        
result
 
+=
 
callback
(
arguments
[
i
]);

    
}

    
return
 
result
;

}

var
 
square
 
=
 
function
(
x
)
 
{

    
return
 
x
 
*
 
x
;

};

alert
(
sumOfResults
(
square
,
 
3
,
 
4
));
 
// 25

```

#### Замыкания
Функциям в ECMAScript присуща лексическая область видимости. Это означает, что область видимости определяется в момент определения функции (в отличие от динамической области видимости, при которой область видимости определяется в момент вызова функции).
При объявлении функции последовательность областей видимости, относящихся ко вложенным функциям, сохраняется как составляющая состояния функции. То есть в процессе выполнения программы функции, обладающие доступом к локальным переменным объемлющих функций, сохраняют такой доступ на протяжении всего выполнения программы.
Механизм замыканий может использоваться для ограничения видимости переменных автономного участка программы с тем, чтобы не возникали конфликты имён при совместном с другим кодом использовании. Для этого код помещается в анонимную функцию, снабжаемую оператором вызова функции.
```
(
function
()
 
{

// Участок программы, доступ к переменным которого необходимо изолировать извне.

})();

```

При этом определённые в участке программы функции становятся вложенными по отношению к добавленной анонимной функции и в них возможно осуществление доступа к локальным переменным анонимной функции (которые до её введения были глобальными). Однако извне анонимной функции доступ к ним осуществить нельзя: результат выполнения функции игнорируется.
Замыкания используются не только для запрещения доступа к ряду переменных, но и к модификации такого доступа. Это достигается с помощью функций, возвращающих другие функции.
Пример функции-генератора последовательных чисел:
```
var
 
uniqueId
 
=
 
function
()
 
{

    
var
 
id
 
=
 
0
;

    
return
 
function
()
 
{
 
return
 
id
++
;
 
};

}();

var
 
aValue
 
=
 
uniqueId
();

var
 
anotherValue
 
=
 
uniqueId
();

```

За счёт использования замыкания доступ к переменной id имеет только функция, которая была присвоена переменной uniqueId.
Пример карринга:
```
var
 
multNumber
 
=
 
function
(
arg
)
 
{

    
return
 
function
(
mul
)
 
{

        
return
 
arg
 
*
 
mul
;

    
};

};

var
 
multFive
 
=
 
multNumber
(
5
);

alert
(
multFive
(
7
));
 
//35

```

Пример создания объекта, позволяющего осуществить доступ к свойству исключительно с помощью своих методов:
```
var
 
myObject
 
=
 
function
()
 
{

    
var
 
value
 
=
 
0
;
 

    
return
 
{
 

        
increment
:
 
function
 
(
inc
)
 
{
 

            
value
 
+=
 
typeof
 
inc
 
===
 
'number'
 
?
 
inc
 
:
 
1
;
 

        
},
 

        
getValue
:
 
function
 
(
  
)
 
{
 

            
return
 
value
;
 

        
}
 

    
}
 

}();

alert
(
myObject
.
value
 
===
 
undefined
);
 
// true

alert
(
myObject
.
getValue
());
 
// 0

myObject
.
increment
(
9
)

myObject
.
increment
(
7
)

alert
(
myObject
.
getValue
());
 
// 16

```

Пользуясь этим приёмом, можно использовать замыкание для эмуляции констант.
```
var
 
getConstant
 
=
 
function
()
 
{

  
var
 
constants
 
=
 
{

    
UPPER_BOUND
:
 
100
,

    
LOWER_BOUND
:
 
-
100

  
};

  
return
 
function
(
constantName
)
 
{

    
return
 
constants
[
constantName
];

  
};

}();

alert
(
getConstant
(
"LOWER_BOUND"
));
 
// -100

```

### Регулярные выражения
Синтаксис и функциональность регулярных выражений в ECMAScript сформировались под влиянием Perl 5 и допускают два вида синтаксиса: литеральный и объектный.
```
var
 
literalWay
 
=
 
/pattern/flags;

var
 
objectWay
  
=
 
new
 
RegExp
(
pattern
,
 
flags
);

```

В первом случае шаблон (pattern) и флаги (flags) указываются явно, не сопровождаясь дополнительными избыточными синтаксическими знаками: их разделителями служат слеши. Во втором случае шаблон и флаги должны представлять собой переменные, содержащие строковые значения, либо непосредственно строковые значения. Литеральная форма записи предпочтительнее тем, что не требует двойного экранирования метасимволов регулярных выражений, в отличие от объектной формы.
В качестве флагов в ECMAScript могут использоваться следующие символы:
| Флаг | Описание |
| ---- | --- |
| g    | глобальный режим: шаблон применяется ко всем соответствиям в строке, работа регулярного выражения не останавливается после первого найденного соответствия шаблону                                  |
| i    | игнорирование регистра: при поиске соответствий регистр символов шаблона и строки игнорируются |
| m    | многострочный режим: строка, содержащая символы перевода строки, трактуется как несколько строк, разделённых символами перевода строки; работа регулярного выражения осуществляется во всех строках |

Каждое регулярное выражение представляет собой объект со следующими свойствами:
| Свойство   | Тип        | Описание |
| ---------- | ---------- | --- |
| global     | логический | показывает, установлен ли флаг g |
| ignoreCase | логический | показывает, установлен ли флаг i |
| multiline  | логический | показывает, установлен ли флаг m |
| lastIndex  | числовой   | соответствует номеру позиции в строке, в которой обнаружилось совпадение с шаблоном в результате предыдущего применения регулярного выражения или 0, если регулярное выражение ранее не применялось |
| source     | строковый  | строка, соответствующая шаблону регулярного выражения |

Кроме того, для регулярных выражений определены следующие методы:
| Метод               | Тип возвращаемого значения  | Описание |
| ------------------- | --------------------------- | --- |
| exec(handledString) | объектный (массив) или null | формирует массив подстрок, соответствующих заданному шаблону с учётом выставленных флагов. null, если никакая подстрока не соответствует шаблону |
| test(handledString) | логический                  | true, если нашлась строка, соответствующая шаблону и false в противном случае                                                                    |

### Объекты

#### Реализация в языке
Объекты ECMAScript представляют собой неупорядоченные коллекции свойств, каждое из которых имеет один или более атрибутов, которые определяют, как может быть использовано свойство — например, если в качестве значения атрибута ReadOnly установлена истина, то любая попытка выполняющегося ECMAScript-кода поменять значение этого свойства останется безрезультатной. Свойства представляют собой контейнеры, инкапсулирующие другие объекты, значения примитивных типов и методы.
| Название   | Описание |
| ---------- | --- |
| ReadOnly   | Свойство является свойством только для чтения. Попытка поменять значение этого свойства, предпринятая в программе, останется безрезультатной. В некоторых случаях значение свойства с установленным атрибутом ReadOnly меняется в силу действий среды расширения языка, поэтому ReadOnly не следует понимать как неизменное |
| DontEnum   | Свойство не перечисляется циклом for-in |
| DontDelete | Попытки удалить это свойство будут проигнорированы |
| Internal   | Свойство является внутренним. Оно не имеет названия и к нему нельзя получить доступ с помощью аксессоров. Доступ к этим свойствам определяется реализацией языка. |

Объекты ECMAScript подразделяются на базовые (native) и объекты расширения (host). Под базовыми понимаются любые объекты, независимые от окружения, относящегося к расширению языка. Некоторые из базовых объектов являются встроенными (built-in): существующими с самого начала выполнения программы. Другие могут быть созданы, когда программа выполняется. Объекты расширения предоставляются расширением ECMAScript, а для ECMAScript это значит, что они входят в объектную модель документа или в объектную модель браузера.

#### Синтаксис
Для задания объектов может использоваться объектная и литеральная формы. Объектная форма задания объекта имеет синтаксис, аналогичный Java, но, в отличие от него, скобки в ECMAScript требуется использовать только при передаче аргументов в конструктор. Синтаксически следующие записи эквивалентны:
```
var
 
obj1
 
=
 
new
 
Object
();

var
 
obj2
 
=
 
new
 
Object
;

var
 
obj3
 
=
 
{};

```

Однако второй вариант использовать не рекомендуется. Дуглас Крокфорд рекомендует избегать и первого варианта, отдавая предпочтение литеральной форме, которую он считает большим достоинством языка.
Спецификация языка оперирует понятием свойства объекта, называя методом использующуюся в качестве свойства объекта функцию.
Каждый объект в языке имеет следующие свойства:
| Название                           | Краткое описание |
| ---------------------------------- | --- |
| constructor                        | Функция, использованная для создания объекта (в примерах выше это Object()) |
| hasOwnProperty(propertyName)       | Показывает, существует ли данное свойство в объекте (не в его прототипе) |
| isPrototypeOf(object)              | Определяет, находится ли объект в цепи прототипов объекта-аргумента |
| propertyIsEnumerable(propertyName) | Показывает, является ли свойство с данным названием перечислимым в цикле for-in |
| toString()                         | Возвращает представление объекта в виде строки |
| valueOf()                          | Возвращает значение this. Если же объект является результатом вызова конструктора объекта расширения, значение valueOf() зависит от реализации. Зачастую в качестве возвращаемого значения выступает значение примитивного типа, соответствующее объекту. Как правило, результат данного метода совпадает с результатом toString(). Объекты, созданные с помощью конструктора Date() — яркий пример, где результаты toString() и valueOf() не совпадают. |

Доступ к свойствам объекта осуществляется использованием точечной и скобочной записи:
```
var
 
obj
 
=
 
new
 
Object
();

alert
(
obj
.
constructor
 
===
 
obj
[
"constructor"
]);
 
// true — использование точечной и скобочной записи для доступа к свойству

var
 
foo
 
=
 
obj
[
"toString"
];
 
// использование скобочной записи для сохранения функции в переменную

var
 
result
 
=
 
obj
[
"toString"
]();
 
// сохранение результата вызова функции в переменную

alert
(
foo
());
 
// вывод на экран результата вызова сохранённой функции

alert
(
result
);

var
 
boo
 
=
 
obj
.
toString
;
 
// аналогично с использованием точечной записи

var
 
res
 
=
 
obj
.
toString
();

alert
(
boo
());

alert
(
res
);

```

Задание новых свойств может осуществляться динамически.
```
var
 
country
            
=
 
new
 
Object
();

country
[
"name"
]
       
=
 
"Russia"
;
 
// использование скобочной записи

country
.
foundationYear
 
=
 
862
;
 
// использование точечной записи

var
 
country2
 
=
 
{

    
"name"
:
           
"Russia"
,

    
"foundationYear"
:
 
862

};
 
// использование литеральной формы

```

### Подходы к созданию объектов
Создание объектов описанным в предыдущем разделе способом может быть непрактичным из-за необходимости дублировать код. Если в программе происходит манипуляция с большим количеством однотипных объектов, разработчик имеет возможность выбрать одну из используемых в языке техник:
фабрика объектовфункция, создающая объект и возвращающая его в качестве своего значения,
конструкторфункция, использующая ключевое слово this для формирования свойств объекта, создаваемого ей с помощью оператора new,
прототипный подходзадействование свойства prototype функции для вынесения общих свойств объектов,
смешанный подход конструктор-прототиписпользование конструктора для задания свойств объектов, не являющихся методами и прототипного подхода — для задания методов,
метод динамического прототипазаключение кода, относящегося к функции создания объектов на основе смешанного подхода конструктор-прототип, в неё одну с обеспечением однократности присваивания свойств прототипа,
метод паразитического конструктораиспользование new с функцией фабрики объектов.
В языке нет классов, однако их можно эмулировать за счёт использования конструкторов. Пример эмуляции класса в ECMAScript:
```
function
 
MyClass
()
 
{

    
this
.
myValue1
 
=
 
1
;

    
this
.
myValue2
 
=
 
2
;

}

MyClass
.
prototype
.
myMethod
 
=
 
function
()
 
{

    
return
 
this
.
myValue1
 
*
 
this
.
myValue2
;

}

var
 
mc
      
=
 
new
 
MyClass
();

mc
.
myValue1
 
=
 
mc
.
myValue2
 
*
 
2
;

var
 
i
       
=
 
mc
.
myMethod
();

```

### Особенности наследования в ECMAScript
Для каждой из составляющих объекта можно рассматривать наследование. При наследовании интерфейса родителя без того, чтобы потомок использовал функциональность предка, говорят о наследовании интерфейса.
При наследовании состояния осуществляется наследование объектом-потомком структуры данных объекта-предка.
При наследовании функциональности речь идёт о наследовании вместе с интерфейсом и кода методов. Как правило, это влечёт необходимость организации наследования состояния, что делает разумным объединение наследования состояния и наследования функциональности в наследование реализации.
В отношении ECMAScript неприменимо лишь наследование интерфейсов, поскольку функции в языке не имеют сигнатур.
О возможностях, предоставляемых языком для организации наследования, можно судить, например, по приводимому Стояном Стефановым списку из двенадцати разных способов организации наследования.

### ECMAScript 6
Принятие ES6 устранило многие классы проблем JavaScript.

### Спецификации ECMAScript
1. ↑  Standard ECMA-262. 15th edition. ecma-international.org (июнь 2024). Дата обращения: 30 августа 2024. Архивировано 28 августа 2024 года.
2. ↑  TC39. Introduction // ECMAScript Language Specification. — 15th ed. — 2024. Архивировано 12 февраля 2025 года.
3. 1 2 3  TC39. 4.3. Definitions // ECMAScript Language Specification. — 15th ed. — 2024. Архивировано 12 февраля 2025 года.
4. ↑  TC39. 6.1.6.1 The Number Type // ECMAScript Language Specification. — 15th ed. — 2024. Архивировано 12 февраля 2025 года.
5. ↑  TC39. 6.2 ECMAScript Specification Types // ECMAScript Language Specification. — 15th ed. — 2024. Архивировано 12 февраля 2025 года.
6. ↑  TC39. 12. Statements // ECMAScript Language Specification. — 5th ed. — 2009. — P. 86—97. Архивировано 12 апреля 2015 года. Архивированная копия. Дата обращения: 11 ноября 2009. Архивировано 12 апреля 2015 года.
7. 1 2 3 4  TC39. 7.9. Automatic Semicolon Insertion // ECMAScript Language Specification. — 5th ed. — 2009. — P. 25—28. Архивировано 12 апреля 2015 года. Архивированная копия. Дата обращения: 11 ноября 2009. Архивировано 12 апреля 2015 года.
8. ↑  TC39. 12. Statements // ECMAScript Language Specification. — 3rd ed. — 1999. — P. 61—71. Архивировано 12 апреля 2015 года. Архивированная копия. Дата обращения: 11 ноября 2009. Архивировано 12 апреля 2015 года.
9. 1 2 3  TC39. 12.2. Variable Statement // ECMAScript Language Specification. — 5th ed. — 2009. — P. 87, 88. Архивировано 12 апреля 2015 года. Архивированная копия. Дата обращения: 11 ноября 2009. Архивировано 12 апреля 2015 года.
10. ↑  TC39. 10.2.2. Eval Code // 3rd edition, December 1999.pdf ECMAScript Language Specification. — 3rd ed. — 1999. — P. 39. (недоступная ссылка)
11. ↑  TC39. 7.6.1.1. Keywords // ECMAScript Language Specification. — 5th ed. — 2009. — P. 18. Архивировано 12 апреля 2015 года. Архивированная копия. Дата обращения: 11 ноября 2009. Архивировано 12 апреля 2015 года.
12. ↑  TC39. 7.5.2. Keywords // 3rd edition, December 1999.pdf ECMAScript Language Specification. — 3rd ed. — 1999. — P. 13—14. (недоступная ссылка)
13. 1 2  TC39. 7.6.1. Reserved Words // ECMAScript Language Specification. — 5th ed. — 2009. — P. 18, 19. Архивировано 12 апреля 2015 года. Архивированная копия. Дата обращения: 11 ноября 2009. Архивировано 12 апреля 2015 года.
14. ↑  TC39. 7.5.3. Future Reserved Words // 3rd edition, December 1999.pdf ECMAScript Language Specification. — 3rd ed. — 1999. — P. 15. (недоступная ссылка)
15. ↑  TC39. 11.4. Unary Operators // ECMAScript Language Specification. — 5th ed. — 2009. — P. 70—72. Архивировано 12 апреля 2015 года. Архивированная копия. Дата обращения: 11 ноября 2009. Архивировано 12 апреля 2015 года.
16. ↑  TC39. 11.6.1 The Addition operator ( + ) // ECMAScript Language Specification. — 5th ed. — 2009. — P. 74, 75. Архивировано 12 апреля 2015 года. Архивированная копия. Дата обращения: 11 ноября 2009. Архивировано 12 апреля 2015 года.
17. ↑  TC39. 11.9.3. The Abstract Equality Comparison Algorithm // ECMAScript Language Specification. — 5th ed. — 2009. — P. 80, 81. Архивировано 12 апреля 2015 года. Архивированная копия. Дата обращения: 11 ноября 2009. Архивировано 12 апреля 2015 года.
18. ↑  TC39. 4.3. Definitions // ECMAScript Language Specification. — 5th ed. — 2009. — P. 4—7. Архивировано 12 апреля 2015 года. Архивированная копия. Дата обращения: 11 ноября 2009. Архивировано 12 апреля 2015 года.
19. ↑  TC39. 13 Function Definition // ECMAScript Language Specification. — 5th ed. — 2009. — P. 97, 98. Архивировано 12 апреля 2015 года. Архивированная копия. Дата обращения: 11 ноября 2009. Архивировано 12 апреля 2015 года.
20. ↑  TC39. 12.2 Variable Statement // ECMAScript Language Specification. — 5th ed. — 2009. — P. 87, 88. Архивировано 12 апреля 2015 года. Архивированная копия. Дата обращения: 11 ноября 2009. Архивировано 12 апреля 2015 года.
21. 1 2  TC39. 10.6. Arguments Object // ECMAScript Language Specification. — 5th ed. — 2009. — P. 60—62. Архивировано 12 апреля 2015 года. Архивированная копия. Дата обращения: 11 ноября 2009. Архивировано 12 апреля 2015 года.
22. 1 2 3 4  TC39. 15.10. RegExp (Regular Expression) Objects // ECMAScript Language Specification. — 5th ed. — 2009. — P. 179—196. Архивировано 12 апреля 2015 года. Архивированная копия. Дата обращения: 11 ноября 2009. Архивировано 12 апреля 2015 года.
23. ↑  TC39. 4.2. Language Overview // ECMAScript Language Specification. — 5th ed. — 2009. — P. 2—4. Архивировано 12 апреля 2015 года. Архивированная копия. Дата обращения: 11 ноября 2009. Архивировано 12 апреля 2015 года.
24. ↑  TC39. 8.6.1. Property attributes // ECMAScript Language Specification. — 3rd ed. — 1999. — P. 25, 26. Архивировано 12 апреля 2015 года. Архивированная копия. Дата обращения: 11 ноября 2009. Архивировано 12 апреля 2015 года.
25. ↑  TC39. Properties of the Object Prototype Object // ECMAScript Language Specification. — 5th ed. — 2009. — P. 114—116. Архивировано 12 апреля 2015 года. Архивированная копия. Дата обращения: 11 ноября 2009. Архивировано 12 апреля 2015 года.

### Комментарии
1. ↑  Только в отношении do-while
2. ↑  Одним обратным слешем экранируются метасимволы строк (например, \t). Для экранирования метасимволов регулярных выражений используется двойной обратный слеш (например, \\s)

### Стандарты оформления кода JavaScript
1. 1 2 3  Crockford, Douglas. Code Conventions for the JavaScript Programming Language (англ.). Douglas Crockford's JavaScript. — Стандарт оформления кода JavaScript Дугласа Крокфорда. Дата обращения: 5 октября 2009. Архивировано 18 февраля 2012 года.
2. 1 2  JavaScript Code Conventions (англ.). Echo Web Framework. NextApp, Inc. — Стандарт оформления кода JavaScript, принятый для Echo Web Framework. Дата обращения: 5 октября 2009. Архивировано 18 февраля 2012 года.
3. ↑  Amaram, Rahul. Javascript Naming Conventions, Coding Guidelines and Best Practices (англ.). Echo Web Framework. — Стандарт оформления кода JavaScript Рауля Амарама. Дата обращения: 5 октября 2009. Архивировано 18 февраля 2012 года.
4. 1 2 3  Komenda, Klaus. JavaScript Coding Guidelines and Standards (англ.). Сайт австрийского веб-разработчика Клауса Коменда. — Стандарт оформления кода JavaScript Клауса Коменда. Дата обращения: 5 октября 2009. Архивировано 18 февраля 2012 года.
5. ↑  JavaScript coding style (англ.). GNOME. — Стандарт оформления кода JavaScript в GNOME. Дата обращения: 24 декабря 2009. Архивировано 18 февраля 2012 года.